# Smultron
Smultron est un éditeur de texte avec coloration syntaxique pour la plateforme Mac OS X. Il est écrit en Objective-C en utilisant l'API Cocoa. 
Le logiciel Smultron était diffusé sous les termes de la licence BSD jusqu'en version 3.7. À la suite de son passage sur le Mac App Store, sa licence n'est plus précisée sur sa page d'achat.

## Histoire
Smultron a été créé par Peter Borg, un programmeur suédois. Il a d'abord été publié sur Sourceforge en mai 2004 et rencontre un grand succès auprès de la communauté Mac.
Le nom de cette application est dérivé de l'appellation de la fraise des bois en suédois. Il en est de même pour son icône.
En août 2009, Peter Borg a décidé pour des raisons de temps d'arrêter le développement de Smultron. La dernière version proposée en téléchargement est compatible avec Snow Leopard 10.6.x
En mars 2010, un développeur français nommé Jean-François Moy reprend le développement de Smultron sous la forme d'un fork (3.7.1). Peter Borg lui ayant demandé de ne pas reprendre le nom de Smultron, ce fork s'appelle donc Fraise.
Le 6 janvier 2011, une nouvelle version de Smultron (3.8) fait son apparition sur le Mac App Store. Cette version est proposée par le développeur original (Peter Borg).
Le 21 septembre 2011, Peter Borg lance sur l'App Store la version 4.0.5 de Smultron.

## Fonctionnalités
- Affichage des caractères invisibles
- Codage des caractères
- Coloration syntaxique gérant beaucoup de langages informatiques
- Division de la fenêtre en deux
- Gestions des blocs
- Gestion des projets
- Indentation intelligente
- Intégration à Quick Look
- Liste des fonctions
- Mise en évidence de la ligne sélectionnée
- Multilingue
- Numérotation des lignes
- Onglets
- Recherche avancée

### Langages supportées par la coloration syntaxique
- ActionScript
- Active4D
- Ada
- AMPL
- Apache
- AppleScript
- ASM-x86
- ASM-MIPS
- ASP - JavaScript
- ASP - VB
- ASP.NET - C#
- ASP.NET - VB
- Awk
- Batch
- C
- C++
- C#
- Cobol
- ColdFusion
- Csound
- CSS
- D
- Dylan
- Eiffel
- Erlang
- eZ Publish
- Fortran
- FreeFem++
- GEDCOM
- GNU Assembler
- Haskell
- Header
- HTML
- IDL
- Java
- JavaFX
- JavaScript
- JSP
- LaTeX
- Lilypond
- Lisp
- Logtalk
- LSL
- Lua
- Matlab
- MetaPost
- MEL
- Metaslang
- MySQL
- Nemerle
- NEURON
- Objective-C
- OCaml
- Ox
- Pascal
- PDF
- Perl
- PHP
- Plist
- PostScript
- Prolog
- Python
- R/S-PLUS
- RHTML
- Ruby
- Scala
- SGML
- Shell
- SML
- SQL
- Stata
- SuperCollider
- Tcl/Tk
- TorqueScript
- Udo
- Visual Basic
- Verilog
- VHDL
- XML

### Langues
- Anglais
- Suédois
- Français
- Allemand
- Chinois simplifié
- Finlandais
- Italien
- Japonais
- Coréen
- Norvégien
- Portugais
- Russe
- Espagnol

### Points faibles
- Pas de pré-remplissage
- Pas de bibliothèques de références
- Client FTP non intégré (ce qui n'est pas un vrai problème, car Smultron fonctionne en parfaite intégration avec Cyberduck)

## Historique

### Versions
- Smultron 0.6 (**/**/****)
  - première version publique
- Smultron 3.8.5 (01/06/2011)
  - version développée pour Mac OS X Snow Leopard 10.6
- Smultron 4.0.5 (21/09/2011)
  - version développée uniquement pour Mac OS X Lion 10.7 et supérieur

### Logos

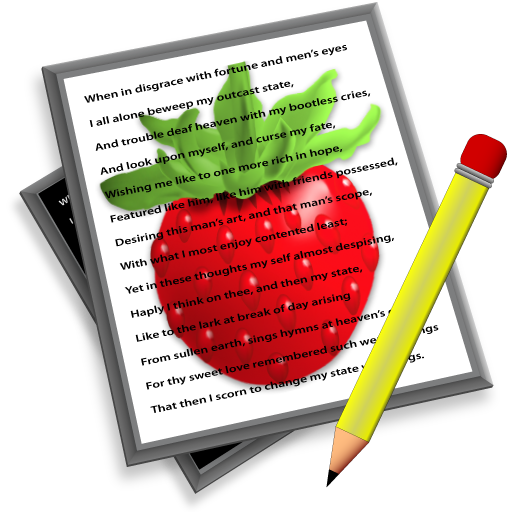
Premier logo
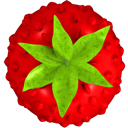
Second logo